# Çatalhöyük
Çatalhöyük (phát âm tiếng Thổ Nhĩ Kỳ: [tʃaˈtaɫhœjyc]; cũng được gọi là Çatal Höyük và Çatal Hüyük; từ tiếng Thổ Nhĩ Kỳ çatal "fork" + höyük "tumulus") là một địa điểm thời đại đồ đá mới rất lớn và thành phố nguyên thủy định cư ở miền nam Anatolia, đã tồn tại từ khoảng năm 7100 đến 5700 TCN và phát triển mạnh vào khoảng năm 7000 TCN. Vào tháng 7 năm 2012, địa điểm khảo cổ này đã được UNESCO công nhận là Di sản thế giới của nhân loại.
Çatalhöyük nhìn ra đồng bằng Konya, phía đông nam của thành phố Konya (Iconium cổ đại), Thổ Nhĩ Kỳ, cách núi lửa hình nón Hasan 140 km (87 mi). Khu định cư phía đông là một gò đất tăng lên khoảng 20 mét (66 ft) so với đồng bằng tại thời điểm chiếm đóng vào đầu thời đại đồ đá mới. Ngoài ra còn có một khu định cư nhỏ hơn ở phía tây và một khu định cư Đông La Mã cách đó vài trăm mét về phía đông. Các gò định cư thời tiền sử đã bị bỏ hoang trước thời đại đồ đồng. Một con kênh của sông Çarşamba từng chảy giữa hai gò đất và khu định cư được xây dựng trên trầm tích phù sa thuận lợi cho nông nghiệp sớm.

## Khảo cổ học
Địa điểm này được James Mellaart khai quật lần đầu tiên vào năm 1958. Sau đó, ông đã lãnh đạo một nhóm tiếp tục khai quật ở đó trong bốn năm từ 1961 đến năm 1965. Những cuộc khai quật này đã tiết lộ khu vực này của Anatolia là một trung tâm văn hóa tiên tiến trong thời đại đồ đá mới. Quá trình khai quật cho thấy 18 tầng đất liên tục của các tòa nhà biểu thị các giai đoạn khác nhau của một khu định cư và các thời đại lịch sử. Lớp dưới cùng của các tòa nhà có thể có niên đại sớm nhất là từ năm 7100 TCN trong khi lớp trên cùng là năm 5600 TCN.
Mellaart đã bị cấm ra khỏi Thổ Nhĩ Kỳ vì liên quan đến thương vụ Dorak, theo đó ông đã xuất bản các bản vẽ về các cổ vật được cho là quan trọng của thời đại đồ đá mới sau đó bị mất tích. Sau vụ bê bối này, Çatalhöyük ngừng hoạt động cho đến năm 1993 khi các cuộc điều tra bắt đầu dưới sự lãnh đạo của nhà khảo cổ học Ian Hodder, sau đó được tiến hành tại đại học Cambridge. Đó là một trong những dự án khai quật đầy tham vọng nhất hiện đang được tiến hành theo nhà khảo cổ học Colin Renfrew, một trong những người tham gia. Ngoài việc sử dụng rộng rãi khoa học khảo cổ, diễn giải tâm lý và nghệ thuật về tính biểu tượng của các bức tranh tường đã được sử dụng.

## Văn hóa

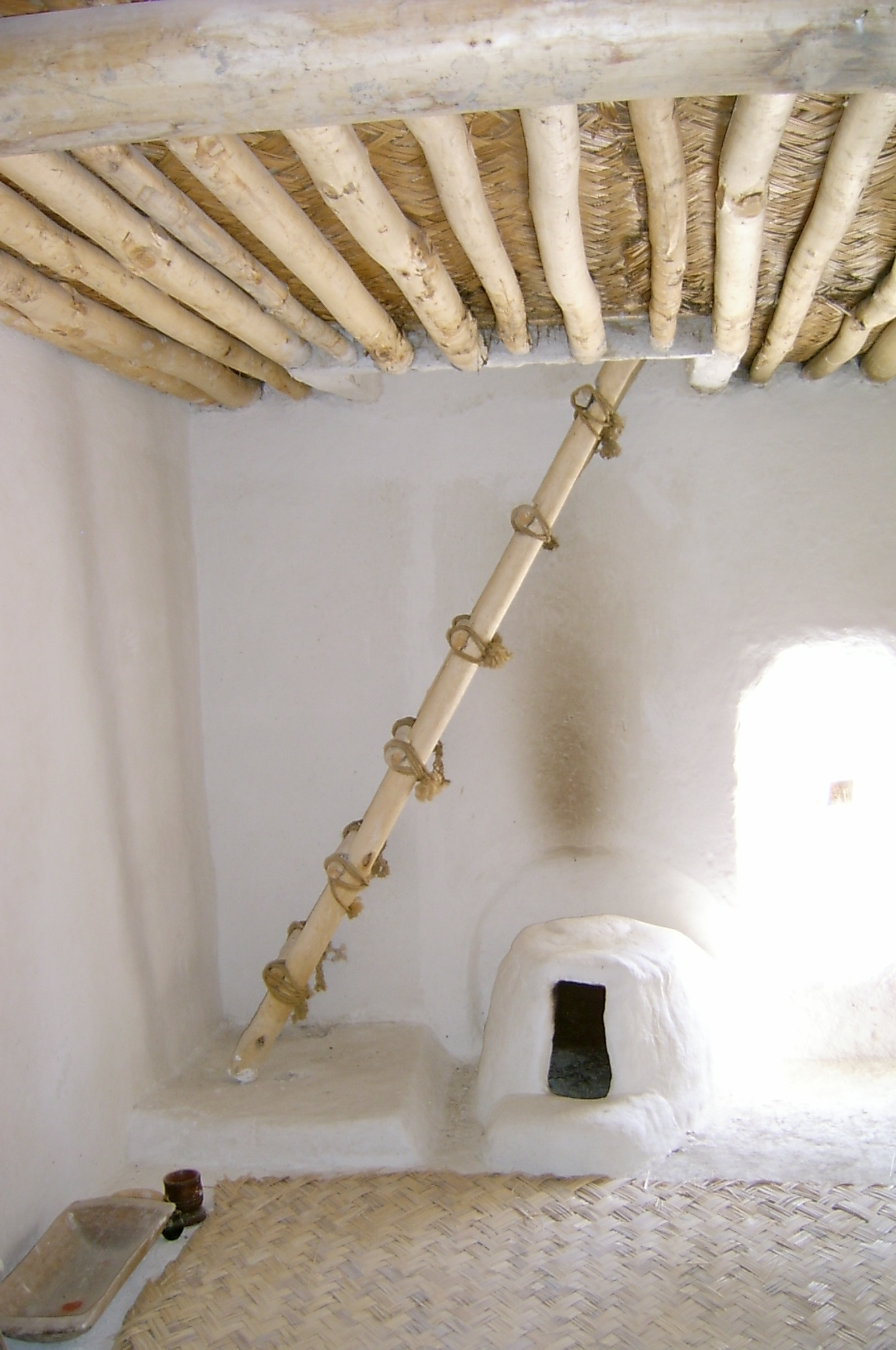
Phục hồi nội thất điển hình của một ngôi nhà.

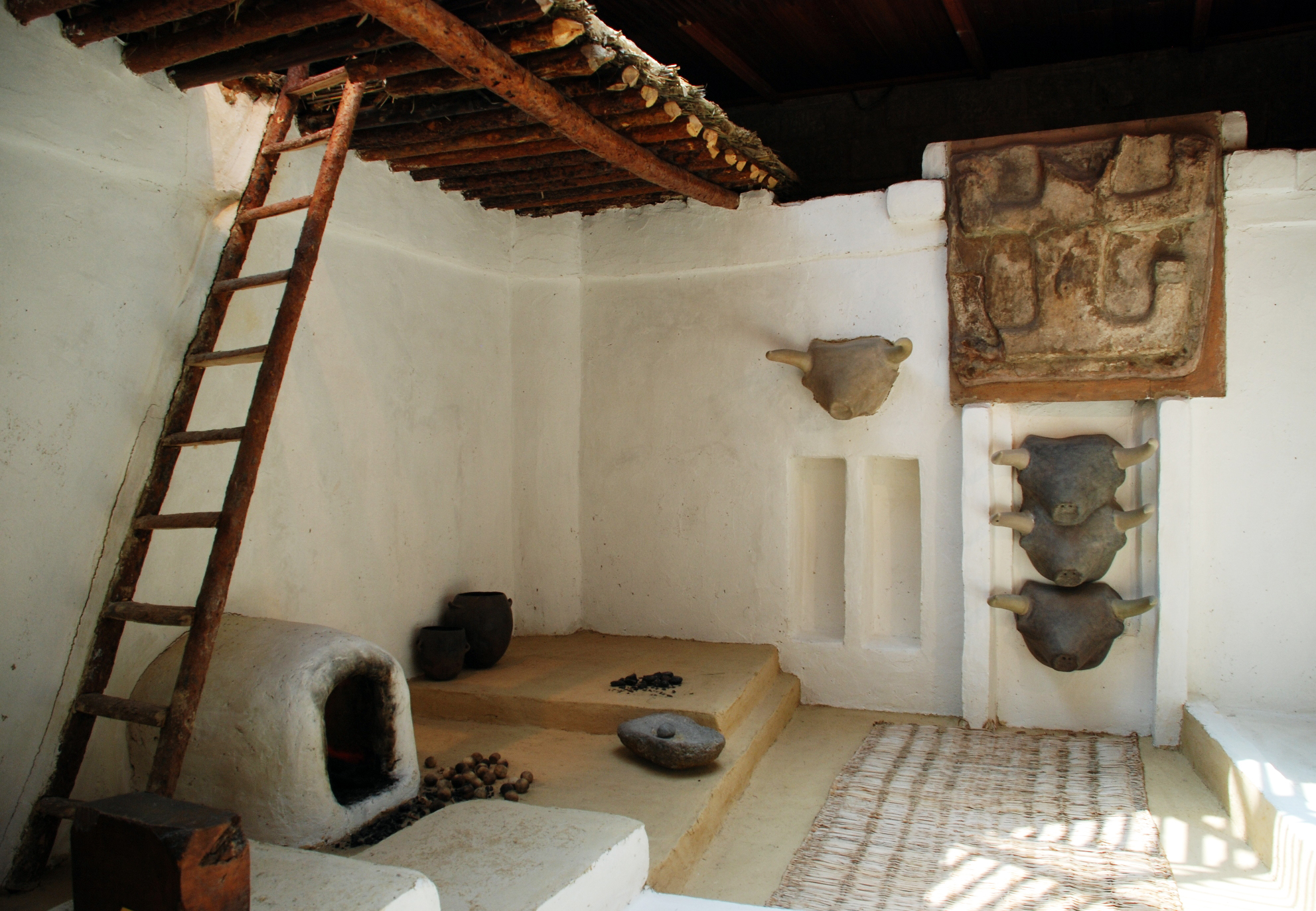
Phục hồi nội thất điển hình của một ngôi nhà.

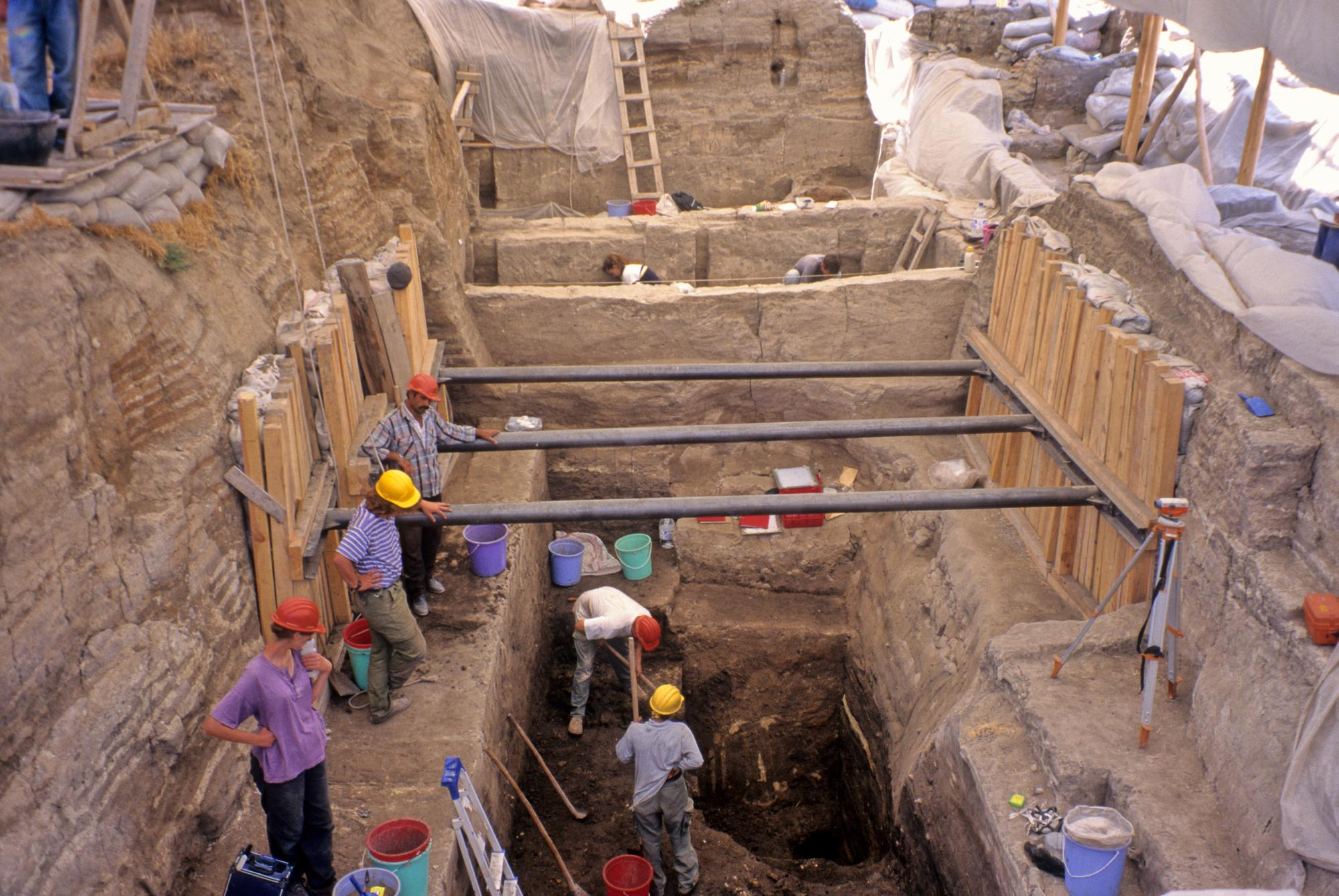
Khu vực khai quật.

Çatalhöyük bao gồm hoàn toàn các tòa nhà gia đình, không có một tòa nhà công cộng nào rõ ràng. Trong khi một số phòng lớn hơn có tranh tường trang trí công phu, mục đích của một số phòng vẫn chưa được biết rõ. Dân số của gò đất phía đông được ước tính tối đa là 10.000 người, nhưng dân số có thể thay đổi trong các khoảng thời gian lịch sử, trung bình từ 5.000 đến 7.000 người là hợp lý. Địa điểm này được thiết lập khi một số lượng lớn các tòa nhà xây dựng tập trung lại nhau. Các hộ gia đình đã tìm đến hàng xóm của họ để được giúp đỡ, buôn bán, trao đổi và có thể kết hôn cho con cái của họ. Người dân sống ở trong những ngôi nhà làm bằng gạch bùn san sát nhau tạo thành một cấu trúc tổng hợp. Không có lối đi bộ hoặc đường phố giữa các ngôi nhà, mà được nhóm lại trong một mê cung giống như tổ ong. Hầu hết ra vào bằng các lỗ trên trần và cửa ở bên hông nhà, với các cầu thang và thang. Đường phố lúc này là các mái nhà. Các khe hở trên trần nhà cũng là nguồn thông gió duy nhất, cho phép khói từ các lò sưởi và lò nướng thoát ra ngoài. Bên trong nhà được trát vữa thạch cao, đặc trưng bởi thang gỗ vuông hoặc cầu thang dốc, thường ở trên bức tường phía nam của căn phòng, cũng là nơi đặt lò sưởi và lò nướng. Phòng chính có các bục tôn cao có thể đã được sử dụng cho một loạt các hoạt động gia đình. Những ngôi nhà điển hình có hai phòng phục vụ cho hoạt động hàng ngày, như nấu ăn và chế tạo. Tất cả các bức tường bên trong và nền nhà đã được trát thành một kết cấu mịn. Các phòng phụ trợ được sử dụng làm kho lưu trữ và được ra vào thông qua các khe hở thấp từ phòng chính.
Tất cả các phòng được giữ sạch sẽ cẩn thận. Các nhà khảo cổ đã xác định là có rất ít rác thải trong các tòa nhà, tìm thấy những đống phân bên ngoài đống đổ nát, với nước thải và rác thải thực phẩm, cũng như một lượng tro đáng kể từ việc đốt củi, cỏ tranh và phân động vật. Trong thời tiết tốt, nhiều hoạt động hàng ngày cũng có thể đã diễn ra trên mái nhà, có thể đã hình thành một quảng trường tại đây. Trong thời kỳ sau, các khu vực công cộng lớn dường như đã được xây dựng trên các mái nhà này. Theo thời gian, các ngôi nhà đã được làm mới bằng cách phá hủy một phần và xây dựng lại trên nền tảng của đống đổ nát, đó là cách mà gò đất được xây dựng dần dần. Có đến 18 cấp độ định cư đã được phát hiện.
Là một phần của cuộc sống nghi lễ, những người dân Çatalhöyük chôn cất người chết ngay trong làng. Hài cốt người đã được tìm thấy trong các hố bên dưới sàn nhà và đặc biệt, bên dưới lò sưởi, các bục tôn cao trong phòng chính và dưới giường ngủ. Thi hài người chết uốn cong chặt chẽ và được đặt trong một chiếc giỏ hoặc tạo ra thương tích và bọc trong chiếu đan bằng lau sậy. Xương ở một số ngôi mộ cho thấy các thi thể có thể đã được phơi ra ngoài trời trong một thời gian trước khi thu thập và chôn cất. Trong một số trường hợp, các ngôi mộ đã bị xáo trộn và đầu bị lấy ra khỏi bộ xương. Những cái đầu này có thể đã được sử dụng trong các nghi lễ, như một số chúng được tìm thấy trong các khu vực khác của cộng đồng. Trong ngôi mộ của một người phụ nữ, những chiếc vòng xe sợi đã được phục hồi và trong ngôi mộ của một người đàn ông là rìu đá. Một số hộp sọ được trát vữa bên ngoài và sơn với màu đất son để tái tạo khuôn mặt, một phong tục đặc trưng nhiều địa điểm thời đại đồ đá mới ở Syria và Jericho hơn là tại các địa điểm tương tự ở Thổ Nhĩ Kỳ.
Các bức tranh tường sống động và tượng nhỏ tìm thấy khắp khu định cư trên các bức tường bên trong và bên ngoài. Bức tượng đất sét hình ảnh phụ nữ đặc biệt đáng chú ý kà Người phụ nữ ngồi của Çatalhöyük. Mặc dù không thể nhận dạng được ngôi đền nào ở đây, nhưng những ngôi mộ, tranh tường và tượng nhỏ cho thấy người dân Çatalhöyük có một tôn giáo giàu biểu tượng. Các phòng có mật độ dày đặc các chi tiết này có thể là đền thờ hoặc khu vực họp cộng đồng. Hình ảnh chiếm ưu thế bao gồm người đàn ông với dương vật dựng thẳng đứng, cảnh săn bắn, hình ảnh màu đỏ của bò rừng châu Âu đã tuyệt chủng (gia súc hoang dã), hươu nai, kền kền sà xuống trên những hình dạng không đầu. Các hình vẽ phù điêu được khắc trên tường, chẳng hạn như những con sư tử đối mặt với nhau. Đầu của động vật, đặc biệt là gia súc được gắn trên tường. Một bức tranh về ngôi làng, với đỉnh núi Hasan ở phía sau, thường được gọi là bản đồ lâu đời nhất thế giới và tranh phong cảnh đầu tiên thế giới. Tuy nhiên, một số nhà khảo cổ đặt câu hỏi về cách giải thích này. Stephanie Meece ví dụ lập luận rằng, nhiều khả năng đó là một bức tranh vẽ da báo thay vì núi lửa và thiết kế hình học trang trí thay vì bản đồ.